# Xylophanes sagittata
Xylophanes sagittata är en fjärilsart som beskrevs av Johann August Ephraim Goeze 1780. Xylophanes sagittata ingår i släktet Xylophanes och familjen svärmare. Inga underarter finns listade i Catalogue of Life.